# Dolichovespula arenaria
Dolichovespula arenaria är en getingart som först beskrevs av Fabricius 1775.  Den ingår i släktet långkindade getingar och familjen getingar. Inga underarter finns listade i Catalogue of Life.

## Utseende
Arten är en medelstor geting, typiskt färgad med svart grundfärg, gula ben och gula markeringar på huvud, mellankropp och bakkropp, på den senare i form av tvärband med oregelbundna framkanter.  Hanens bakkropp är påtagligt smalare än drottningarna och arbetarnas. I östra Nordamerika förekommer en nästan helgul form.

## Ekologi
Arten är samhällsbildande med samma kastsystem som andra sociala steklar, det vill säga drottningar (befruktningsdugliga honor), hanar (befruktningsdugliga könsdjur) och arbetare (sterila honor).
De vuxna getingarnas föda utgörs av nektar och söta frukter, medan de samlar insekter åt avkomman, framförallt fjärilslarver, som de tuggar sönder innan de matar larverna med dem.
Boet byggs av papper, som tillverkas av söndertuggat trä som blandas med saliv. Det placeras oftast ovan mark i buskage, trädgrenar och liknande. I stadsbebyggelse byggs det ofta på byggnader och andra konstruktioner. Sällsynt händer det att boet konstrueras under jord. Boet kan som mest innehålla över 4 000 celler och bli 25 gånger 30 cm stort. Drottningen börjar bobyggnaden i mars till april beroende på geografisk lokalisering. Kolonin dör ut i augusti till september, med undantag för de befruktade, unga drottningarna, som övervintrar.

## Utbredning
Utbredningsområdet omfattar Nordamerika från norra Alaska och norra Kanada till mellersta USA. Längst söderut går de i västligaste och östligaste USA (Kalifornien, Arizona och New Mexico respektive Tennessee och North Carolina); i västra Mellanvästern saknas getingen, som annars är allmän, mer eller mindre helt.